# The Bourne Supremacy
The Bourne Supremacy är en amerikansk-tysk långfilm från 2004 med Matt Damon, Franka Potente, Brian Cox, Julia Stiles och Karl Urban. Filmen är baserad på den andra romanen skriven av Robert Ludlum. Filmen är regisserad av Paul Greengrass och är uppföljaren till den första filmen The Bourne Identity.

## Synopsis
Jason Bourne (Matt Damon) har levt ifred i två år, men nu hinner hans förflutna ikapp honom och han blir åter tvungen att ta itu med problemen från sitt tidigare liv. En okänd man sänder en lönnmördare efter Jason, och CIA misstänker honom för att ha mördat två av deras agenter under ett uppdrag i Berlin.

## Skådespelare
| Matt Damon        | – Jason Bourne        |
| Franka Potente    | – Marie Helena Kreutz |
| Brian Cox         | – Ward Abbott         |
| Julia Stiles      | – Nicky               |
| Karl Urban        | – Kirill              |
| Gabriel Mann      | – Danny Zorn          |
| Joan Allen        | – Pamela Landy        |
| Marton Csokas     | – Jarda               |
| Tom Gallop        | – Tom Cronin          |
| Michelle Monaghan | – Kim                 |
| Tomas Arana       | – Martin Marshall     |
| Oksana Akinshina  | – Irena Neski         |